# اسلیتویت
اسلیتویت (به انگلیسی: Slaithwaite) یک روستا در بریتانیا است که در انگلستان واقع شده‌است.